# Ciriaca de Roma
Ciriaca de Roma, también conocida como Dominica, fue una viuda romana y anfitriona de San Lorenzo, que sufrió martirio. San Lorenzo usó su casa en Roma para dar comida a los pobres. Ciriaca sufrió martirio a través de la flagelación.

## Vida
Ciriaca era una rica viuda romana que daba cobijo a los cristianos perseguidos.  San Lorenzo usó su casa en Roma para dar comida a los pobres. Después de su muerte, llevó sus restos a una catacumba que había sido excavada en una colina en un terreno que poseía. En este lugar esta ahora la Basílica de San Lorenzo Extramuros N Este es ahora el sitio de San Lorenzo fuori le mura. 
Ciriaca sufrió el martirio, al ser azotada hasta la muerte por su fe. 
El 21 de agosto se conmemora a Santa Ciriaca.